# Dipartimento di Atlántida
Il dipartimento di Atlántida è un dipartimento dell'Honduras settentrionale avente come capoluogo La Ceiba.
Il dipartimento di Atlántida comprende 8 comuni:
- Arizona
- El Porvenir
- Esparta
- Jutiapa
- La Ceiba
- La Masica
- San Francisco
- Tela